# David Weber
David Weber   (18 de desembre de 1913 - 23 de gener de 2006) va ser un clarinetista clàssic lituà-estatunidenc conegut per la bellesa del seu to, el seu joc inspirat i el seu influent ensenyament del clarinet.

## Joventut
David Weber va néixer a Vílnius capital l'actual Lituània, i amb vuit anys va arribar als Estats Units el 1921. La seva família es va establir a Detroit. Els seus pares no eren musicals, però li agradava el so del clarinet i el va reprendre als 11 anys. Mentre estudiava a l'institut, estudiava amb Roy Schmidt i Alberto Luconi, clarinetistes principals de la Detroit Symphony. El 1933 Ossip Gabrilowitsch, aleshores director de la Simfònica de Detroit, va quedar impressionat per la interpretació de Weber i el va ajudar a obtenir una beca filharmònica de Nova York. Això va permetre a Weber estudiar sense quota a Nova York amb Simeon Bellison, el clarinetista principal de la New York Philharmonic. Al mateix temps també va estudiar amb Daniel Bonade, clarinet principal de la Columbia Broadcast System Symphony.

## Carrera orquestral
La carrera orquestral de Weber va començar als 25 anys, amb una audició de 1938 per a Arturo Toscanini, que va contractar personalment Weber in situ per tocar a la NBC Symphony. Weber va tocar amb l'orquestra durant dos anys com a director associat i clarinet e-flat, però va ser reemplaçat just abans de la gira de l'orquestra de 1940 a Amèrica del Sud per un músic amb més experiència. En lloc d'això, va passar a fer una audició per a Erich Leinsdorf, cap de repertori alemany de lOrquestra de l'Òpera Metropolitana, que li va atorgar el lloc principal de clarinet que va ocupar entre 1940-1943.
Weber va continuar com a ajudant de director a la Filharmònica de Nova York, a càrrec de l'ex professor Simeon Bellison. Va ocupar aquest càrrec des de 1943–1944 i va participar en el debut de Leonard Bernstein el 14 de novembre de 1943. Va ser clarinetista principal de lOrquestra Simfònica de la CBS entre 1946 i 1952, i després va assumir la mateixa posició a la Simfònica de la ràdio (el successor a la Simfònica NBC) sota la direcció de Leopold Stokowski del 1954 al 1957. Després d'assistir durant diversos anys com a ajudant de director, el 1964, es va convertir en clarinetista principal de lOrquestra de Ballet de la ciutat de Nova York, càrrec que va ocupar fins a la seva retirada d'actuar el 1986. Mentre era membre de l'orquestra, el llegendari coreògraf Jerome Robbins va crear un ballet a Three Pieces for Clarinet Solo d'Ígor Stravinski, amb només la interpretació de Weber.

## Enregistraments
Weber ha aparegut en molts enregistraments. Es pot escoltar interpretant els solos de clarinet en e-flat als enregistraments de Toscanini de la suite número 2 de Daphnis and Chloe i de Merry Pranks de Till Eulenspiegel de Richard Strauss. Va tocar el primer clarinet als enregistraments Symphony of the Air de Stokowski.
En un set de 78 RPM publicat per "Musicraft Records" a principis de 1939, Weber i el pianista Ray Lev van col·laborar en el primer enregistrament de la Sonata en fa menor, op. 120 núm. 1, de Johannes Brahms en la seva instrumentació original per a clarinet i piano. El 2002, "Clarinet Classics" va publicar un CD titulat "Un retrat de David Weber: un gran mestre del clarinet", amb enregistraments de David Weber del 1946 al 1978.

## Llegat
David Weber era potser el més conegut per la qualitat del seu to. Segons el New York Times, "el seu so era complet, ric, ressonant i pur". L'actual director de teatre de ballet americà i aclamat artista de gravació Jon Manasse va descriure el so del seu professor com "una qualitat única de campana". Stokowski va descriure el so de Weber com "com un colom que vola".
Weber va utilitzar un embocadura de doble llavi i, encara que molts dels seus estudiants no ho van fer, va implorar als seus estudiants que s'esforcin per aconseguir un "so ric, líquid i legatissimo "que es pugui "arribar i tocar".

## Ensenyament
Weber, que des de feia temps tenia interès per ensenyar clarinet, es va dedicar a la docència a la Universitat de Colúmbia i la "Juilliard School of Music" després de deixar la New York City Ballet Orchestra el 1986. Molts dels seus estudiants es van convertir en destacats clarinetistes i professors als Estats Units i a altres països. Actualment, antics estudiants ocupen cadires a lOrquestra de Cleveland, la Dallas Symphony, la Rochester Philharmonic i la Milwaukee Symphony i inclouen el destacat solista Jon Manasse i el clarinetista de jazz Kenny Davern, que inicialment van estudiar saxòfon al mateix edifici on va ensenyar Weber, per quedar fascinat pels so del clarinet procedent de l'estudi de Weber. El clarinetista de jazz Benny Goodman també va estudiar amb Weber, que va afirmar que Goodman mai no li va pagar i va prendre les seves millors canyes.
Weber va continuar ensenyant en privat fins al juny del 2005, moment en què tenia 92 robusts anys. Va Morir a la ciutat de Nova York.